# Miguel Calmon du Pin e Almeida Sobrinho
Miguel Calmon du Pin e Almeida Sobrinho (Salvador, 2 de maio de 1912 — Salvador, 7 de maio de 1967), mais conhecido simplesmente como Miguel Calmon, foi um engenheiro, político e professor universitário brasileiro. Foi o terceiro reitor da Universidade Federal da Bahia, ocupando o cargo de 1.º de julho de 1964 até sua morte, em 7 de maio de 1967.

## Biografia
Filho do banqueiro Francisco Marques de Góis Calmon, governador da Bahia entre 1924 e 1928, e de Julieta Maria de Góis Calmon, era descendente de marquês de Abrantes, Miguel Calmon du Pin e Almeida, ministro da Fazenda e dos Estrangeiros no Império, senador e deputado federal e sobrinho-neto de Miguel Calmon du Pin e Almeida, desembargador e presidente da província do Rio Grande do Sul, sobrinho de Miguel Calmon du Pin e Almeida, deputado federal pela Bahia, ministro da Indústria, Viação e Obras Públicas de 1906 a 1909 e ministro da Agricultura de 1922 a 1926, e primo de Pedro Calmon Moniz de Bittencourt, reitor da Universidade do Brasil, hoje Universidade Federal do Rio de Janeiro, de 1948 a 1966 e ministro da Educação de 1950 a 1951 e de 1959 a 1960.
Suas atuações foram as mais diversas. Formou-se em Engenharia Civil na Escola Politécnica da Bahia, hoje parte da Universidade Federal da Bahia, e foi Diretor-Presidente da Associação Comercial da Bahia, firmou contrato com a Fundação Getúlio Vargas para organizar e coordenar os levantamentos, estudos e projetos de reestruturação das repartições arrecadadoras federais, primeiro presidente do conselho de reitores das Universidades Brasileiras, diretor-presidente do Banco Econômico da Bahia S/A e deputado federal pela Bahia. No período de 1952 a 1958 representou o Brasil no Conselho Interamericano do Comércio e Produção. Em agosto de 1962 foi nomeado Subsecretário de Estado dos Negócios da Fazenda. Durante o governo parlamentarista de João Goulart exerceu o cargo de ministro da Fazenda,  no impedimento do titular e em seguida como efetivo, tendo sido o último a ocupar tal cargo até o retorno do presidencialismo.

### Universidade Federal da Bahia
Graduou-se em 1932 na Escola Politécnica da Bahia, hoje parte da Universidade Federal da Bahia. Em 1934, na França, fez curso de especialização na École des Ponts et Chaussée na École Centrale de Paris.
Após seu retorno, passou a lecionar a disciplina de Materiais de Construção na UFBA. Mais tarde, torna-se reitor, nomeado pelo Presidente da República. É empossado em 1.º de julho de 1964, onde é lembrado por priorizar a regularização das finanças da Universidade, ampliado o, então, Campus Federação, hoje Campus Federação/Ondina e, em 1966, com projetos específicos de suporte à gestão, estruturação e à reforma, é considerado o ano auge de seu reitorado, com a chegada da missão da Unesco e a festividade de 20 anos da formação da Universidade.

### Morte
Morre em 7 de maio de 1967, no terceiro ano de reitorado, não completando seu mandato. Após sua morte, foi homenageado com a nomeação de uma via que cruza o Campus Canela da Universidade Federal da Bahia, que passou a se chamar "Avenida Reitor Miguel Calmon".